# Beležnica smrti
Beležnica smrti (デスノート ), ili Knjiga smrti, japanski je manga i anime serijal koji je napisao Cugumi Oba, a ilustrovao Takeši Obata. Priča prati Lajta Jagamija, učenika srednje škole koji otkriva natprirodnu svesku od Šinigamija (死神 , prim. prev. „Anđeo smrti“) po imenu Rjuk, koja svom korisniku daje mogućnost da ubije bilo koga čije ime i lice poznaje. Serijal se zasniva na Lajtovim pokušajima da stvori i vlada svetom očišćenim od zla kao Bog, koristeći svesku i pokušajima detektiva poznatog pod imenom L da ga zaustavi.
Beležnica smrti je prvo serijalizovana u Šueјšinoj manga reviji Weekly Shōnen Jump od decembra 2003. do maja 2006. godine. Sto osam poglavlja je sakupljeno i objavljeno kao 12 tankobona između maja 2004. i oktobra 2006. godine. Televizijska adaptacija animea prikazivana je u Japanu od 4. oktobra 2006. do 27. juna 2007. godine. Sastavljen od 37 epizoda, anime je razvio studio Madhouse, a režirao Tecuro Araki. Uz to, Konami je objavio razne video igrice ovog naslova. Serijal je takođe adaptiran u mnoge igrane filmove i serije.
U Srbiji, licencu za mangu otkupila je izdavačka kuća Darkvud. Prevedeno je svih dvanaest tomova; prvi je izašao juna 2016, a poslednji jula 2021. godine. Titlovanu verziju anime serije 2010. godine emitovao je kanal Ultra. Naslov mange preveden je kao „Beležnica smrti,“ dok se za anime seriju koristio engleski naslov i „Knjiga smrti“.

## Radnja
Lajt Jagami je natprosečni srednjoškolac koji otkriva Beležnicu smrti, knjigu koja ubija svakog čije ime je u njoj napisano, pod uslovom da je korisnik video lice te osobe. Nakon eksperimentisanja sa sveskom, Lajt sreće Šinigamija Rjuka prvobitnog vlasnika Beležnice koji je knjigu bacio na Zemlju iz dosade. Lajt priča Rjuku o svom planu da vlada kao Bog nad novim svetom oslobođenim od kriminalaca, gde samo ljudi za koje on smatra da su čistog morala, ostaju živi. Lajt postaje poznat u javnosti pod pseudonimom Kira (キラ), što je izvedeno od japanskog izgovora reči killer (srp. „ubica”). Rjuk, koga mogu videti samo korisnici Beležnice, prati Lajta okolo i uživa u onome što Lajt radi kao Kira.
Kirina ubistva zadobijaju pažnju Interpola i svetski poznatog detektiva L-a. L, koji je jako inteligentan, otkrio je da Kira može ubiti bilo koga čije ime i lice zna, i nadmudruje Lajta kako bi otkrio njegovu lokaciju u Kanto regiji Japana. L stvara malu anti-Kira jedinicu uključujući lokalnu policiju, koja će pomoći u otkrivanju ko je Kira, uključujući Soičiroa, Lajtovog oca, što je zahtevalo od Lajta da preduzme sve mere kako bi Beležnica smrti bila na sigurnom. Lajt i L počinju igru mačke i miša u nastojanju da u svojoj igri pobede.
Nakon što je Lajt upisao koledž, pridružuje se L-u i njegovoj anti-Kira jedinici, u nadi da će naći način da sazna L-ovo ime, ne bi li mogao da ga ubije. Lajtov plan je naišao na zastoj zbog zaljubljene osobe koja je takođe sebi dala ime Kira, poznatog modela Mise Amane, i njenog Šinigamija Rema. Misa saznaje da je Lajt glavni Kira, i nudi mu svoju pomoć. Ipak, Misina privrženost za Lajta povukla ju je ka nekim strategijskiim greškama, dozvoljavajući L-u da skupi dovoljno dokaza da je zadrži kao drugog Kiru. L sumnja da je Lajt prvi Kira, što je dalje dovelo do toga da Lajt i Misa naprave plan da L-a skrenu sa traga. Lajt dopušta da bude zadržan, i oboje se odriču vlasništva nad Beležnicom smrti, time izbrisavši svako sećanje koje su imali na korišćenje iste. Dok je bio zadržan, pojavljuje se treći Kira, koji dokazuje nevinost Lajta i Mise, a L ih zatim otpušta na kućni pritvor, u njegovim bazama.
Anti-Kira jedinica identifikuje trećeg Kiru kao izvršnog člana Jocuba grupe, Kjosukea Higučija, koji je koristio Lajtovu Beležnicu smrti. Higuči je pritvoren, a Lajt dodiruje Beležnicu smrti, čime je vratio sva svoja sećanja. Ubija Higučija da bi ponovo dobio vlasništvo nad Beležnicom. Lajt zatim manipuliše Remom, teravši ga da ubije L-a, nakon što je stavio Misu u životnu opasnost. Zbog toga što namerno ubijanje, da bi se produžio životni vek ljudske osobe krši zakon Šinigamija, Rem takođe umire. Nakon što je L ubijen, Lajt postaje drugi L, i nastavlja svoju šaradu u potrazi za Kirom, dok svoja ubijanja obavlja sam, uz pomoć Mise.
Priča se nastavlja četiri godine kasnije, kada je Kira nabavio veliku mrežu kontakata, i ogromnu podršku javnosti. Dva mladića, odgajana kao potencijalni naslednici L-a, otkrivaju se – Nir, detektiv povezan sa Organizacijom ujedinjenih nacija, i Melo, član mafije. Do ovog trenutka, anti-Kira jedinica naučila je sve o Beležnici smrti i tome kako ona funkcioniše, kao i o postojanju Šinigamija koji su povezani sa njima.
Melo koristi kriminalne mere da bi se približio Kiri. Jedan od Melovih planova rezultovao je u smrti Soičiroa. U međuvremenu, Nirova istraga u vezi Kire vodi ga do zaključka da se Lajt ponaša istovremeno i kao L i kao Kira. Nakon Soičiroove smrti, Nir sumnja u članove svoje jedinice. Kao odgovor, Lajt nagovara Misu da odustane od svoje Beležnice, i odgaja još jednog „Kiru“, Terua Mikamija, neospornog obožavatelja Kire. Mikami angažuje Kijomi Takadu, voditeljku vesti, da služi kao Kirin javni glas. Shvativši da je Takada povezana sa Kirom, Melo je kidnapuje. Ona ga ubija, a zatim Lajt ubija nju. Ipak, Mikamijeva dela kao rezultat kidnapovanja omogućavaju Niru da postavi zamku koja dokazuje da su i Lajt i Mikami Kira. Jedinica i Nirov istražiteljski tim zarobljavaju njih dvojicu, i teraju Lajta na priznanje. Lajt onda pokušava da ispiše imena specijalne jedinice na papiru iz Beležnice smrti, što je prouzrokovalo to da ga Macuda, član specijalne jedinice, upuca u šaku. Lajt nastavlja sa pokušajima da piše svojom krvlju, dok Macuda nastavlja da ga pogađa mecima. Lajt, na korak do smrti, uspeva da pobegne i da se sakrije u staroj, napuštenoj zgradi. Rjuk ga, shvativši da Lajt nije više u mogućnosti da ga zabavi, ubija.

## Koncept

### Beležnica
Glavni element radnje je sama Beležnica smrti, koja je predstavljena kao crna sveska sa instrukcijama („Pravila Beležnice smrti“), koje su napisane unutra. Kada se pravilno koristi, dozvoljava svakome da počini ubistvo, poznavajući samo žrtvino ime i lice. Kako kaže režiser akcionog filma, Šusuke Kaneko: „Ideja da duhovi žive u različitim svetovima je drevni japanski koncept... na neki način, ovo je poprilično klasična japanska priča.“ 
Umetnik Takeši Obata je na početku Beležnice doživljavao kao one biblijske „...nešto za šta biste odmah pomislili da je Beležnica smrti”. Odlučivši da bi ovaj dizajn bio mukotrpan, odlučio se za pristupačniju, klasičnu, svesku. Beležnice smrti su se na početku menjale u zavisnosti od lokacije i vremena, što je oslikavalo spise u drevnom Japanu, ili u Starom Testamentu srednjevekovne Evrope. Ipak, ova ideja nikada nije korišćena.

### Tematika
Pisac Cugumi Oba nije imao na umu konkretne teme za Beležnicu smrti. Kada su ga pritiskali sa strane, rekao je: „Svi ljudi će u jednom trenutku umreti, i nikada neće oživeti, zato hajde da damo sve od sebe dok smo još uvek živi“. Dodao je: „Nijedan čovek nema pravo da osuđuje drugoga. Niko ne bi trebalo da se igra Boga“. Rekao je da je Nirov vrhunac govora o dobrom i zlu ukorenjen u njegovim ličnim verovanjima.
U jednom radu, 2012. godine, Džoljon Baraka Tomas rad klasifikuje Beležnicu smrti kao jedan od kasnijih i sofisticiranijih psiholoških trilera, objavljenih u napadima na Tokio, 1995. godine, koji poručuje da je ljudska sklonost da se izražava kroz „užasne“ kultove i opisuje negativne efekte tih kultova na njihove članove, porodice, i na društvo. Kroz moralnu relativnost koja karakterizuje celu priču, čitaoci se podsećaju da se njihove ideje dobrog i lošeg možda ne razlikuju toliko od ekstremnih članova kulta.

## Franšiza

### Manga
Mangu Beležnica smrti napisao je Cugumi Oba, a ilustrovao Takeši Obata. Serijalizovala se od 1. decembra 2003. do 15. maja 2006. godine u Šueišinoj manga reviji Weekly Shōnen Jump. Poglavlja su sakupljena u 12 tankobona; prvi je izašao 2. aprila 2004., a poslednji 4. jula 2006. godine. Par meseci nakon završetka mange, 13. oktobra, objavljena je „13. beležnica,“ koja je u stvari vodič sa podacima o likovima, stvaranju serijala kao i prototipom mange koji je prezentovan Šueiši pre nego što je manga počela serijalizaciju.
Originalnih dvanaest tomova je u Srbiji prevela izdavačka kuća Darkwood. Prvi tom izašao je 30. juna 2016., a poslednji 29. jula 2021. godine.
Jednokratna priča pod nazivom „C-Kira” (Cキラ編, C-Kira-hen) objavljena je 9. februara 2008. godine u Weekly Shōnen Jump–u. Objavljeno je i nekoliko jonkoma u manga reviji Akamaru Jump 2004. i 2005. godine. Takođe su objavljene u specijalnom izdanju Weekly Shōnen Jump-a za potrebe takmičenja 2005. godine. Manga je 2014. godine reprintovana u Japanu, u bunkoban formatu; a 2016. godine svih dvanaest tomova, plus „C-Kira”, objavljeni su u vidu jedne knjige.
U junskom izdanju Šueišine revije Jump Square, 2019. godine najavljeno je da će uskoro biti objavljena nova jednokratna priča ovog naslova. Deo priče našao se na izložbi 30-godišnjice Takešijevog stvaralaštva, koja je održana jula-avgusta 2019. godine. Cela priča od 87 strana objavljena je 4. februara 2020. godine, pod nazivom Death Note: Special One-Shot. Zbirka kratkih priča, kod nas prevedena kao Beležnica smrti: Kratke priče, objavljena je u Japanu 4. februara 2021., odnosno u Srbiji 15. marta 2022. godine, i sadrži ovu jednokratnu priču (preimenovanu u „A-Kira“), kao i priču iz 2008. godine („C-Kira“), prototip mange („Taro Kagami“), jonkome kao i priče „L-jednog dana“ i „L-Vamis Haus“.

### Lajt romani
Manga je avgusta 2006. godine dobila prednastavak u vidu lajt romana. Roman, u Americi objavljen kao Death Note Another Note: The Los Angeles BB Murder Cases, napisao je Nisio Isin.
Jedan od igranih filmova, L: Change the World je 25. decembra 2007. godine takođe adaptiran u roman, s manjim izmenama.

### Anime
Manga je adaptirana u anime serijal u produkciji studija Madhouse. Emitovala se od 4. oktobra 2006., do 27. juna 2007. godine u Japanu, sa ukupno 37. epizoda. U Srbiji, titlovanu verziju anime serije 2010. godine emitovao je kanal Ultra. Za srpski naslov, umesto „Beležnica smrti“, korišćeni su engleski naslov i „Knjiga smrti“.
Prva polovina animea je avgusta 2007. godine emitovana kao specijal u trajanju od 120 minuta. Specijal, imenovan u Americi kao Death Note Relight: Visions of a God, takođe sadrži par originalnih scena. Drugi deo serijala, sa likovima Nir i Melo, dobio je sličan tretman. Specijal je emitovan avgusta 2008. godine kao Death Note: Relight: L's Successors.

### Igrani filmovi i serije
Serijal Beležnica smrti adaptiran je u broj igranih filmova, uglavnom japanskih. Prva dva, Sveska smrti: Prvo ime i  Sveska smrti 2: Poslednje ime, prikazana su 17. juna i 3. novembra 2006. godine. Spinof ova dva filma, L: Change the World, emitovan je 9. februara 2008. godine.
Serijal je, nevezano za filmove, adaptiran 2015. godine u istoimenu igranu seriju. Emitovala se od 5. jula do 13. septembra, sa ukupno 11 epizoda.
Septembra 2016. emitovana je trodelna mini-serija, pod nazivom Death Note: New Generation, koja povezuje prethodne filmove iz 2006. sa filmom Death Note: Light Up the New World koji je takođe izašao 2016. godine.
Netfliks je 25. avgusta 2017. godine objavio američku adaptaciju serijala. Uprkos lošem prijemu, najavljeno je da se pravi nastavak. Netfliks je takođe najavio, 2022. godine, da će serijal biti adaptiran u igranu seriju.

### Video igrice
Kompanija Konami je 15. februara 2007. godine objavila igricu Death Note: Kira Game za konzolu Nintendo DS. Igrica daje mogućnost igraču da bude L ili Kira, i u zavisnosti od izbora, treba da razotkrije L-ov/Kirin identitet. Igrica je 12. jula iste godine dobila nastavak pod nazivom Death Note: Successors to L, koji prati deo mange sa Melom i Nirom.
Treća igrica, L the Prologue to Death Note -Spiraling Trap-, objavljena je 7. februara 2008. godine, takođe za Nintendo DS. Priča se odvija pre nego što je L upoznao Kiru, i prati čoveka koji uz pomoć L-a pokušava da pobegne iz misterioznog hotela.
Likovi iz Beležnice smrti se pojavljuju u igricama Jump Super Stars i Jump Ultimate Stars, gde se bore sa likovima iz drugih šonen franšiza. Lajt i Rjuk se takođe pojavljuju u igrici Jump Force.

### Mjuzikl
Manga je adaptirana u mjuzikl, koji je se u Japanu održavao od 6. do 29. aprila 2015. godine. Mjuzikl je takođe dobio južnokorejsku verziju koja je se održavala od 11. juna do 11. avgusta 2015. godine. Originalno je trebalo da se održi na engleskon, na Brodveju, ali projekat nikad nije realizovan.

## Prijem
Zaključno sa aprilom 2015. godine, manga Beležnica smrti prodata je u preko 30 miliona primeraka. Na spisku kompanije ICv2, Beležnica smrti je bila treća najprodavanija šonen manga u Severnoj Americi za 2009. godinu. U anketi koju sprovodi časopis Kono Manga ga Sugoi, serijal je zauzeo drugo mesto u kategoriji za najbolju mangu među muškim čitaocima 2006. i 2007. godine. Takođe 2007. godine, nominovan je za nagradu Seiun. Iste godine osvojio je glavnu nagradu za najbolji scenario na festivalu Japan Ekspo. Naredne godine osvojio je nagradu Igl za omiljenu mangu u Ujedinjenom Kraljevstvu. Ministarstvo kulture u Japanu smatra da je Beležnica smrti deseta najbolja manga svih vremena, po proceni iz 2007. godine. Serijal je takođe nominovan za američku anime nagradu (2006), kulturološku nagradu „Tezuka Osamu“ (2007), stripsku nagradu u Angulemu (2008); i Obata je nominovan za nagradu Ajzner 2008. godine.
Daglas Volk (Salon) je za glasinu da su Oba i Obata bili primorani da oduže mangu, rekao da „to ima smisla, jer prva polovina priče ima jak kraj“. Zak Bartči (Anime News Network) je pohvalio priču, rekavši da je originalna, napeta i dubokoumna, i da se razlikuje od ostalih šonen serijala zbog mračne tematike. Džuli Rosato (Mania Entertainment) je takođe pohvalila napetost i dobru isplaniranost priče. Brijani Lorens (Anime News Network) se svidelo što manga nema pravog zlikovca, već da su „likovi na suprotnim stranama, ali veruju u istu stvar: pravdu”. Iako joj se nije svidela druga polovina priče, smatra da je kraj mange jak. Doduše, nije joj se svidelo što epilog ne objašnjava šta se desilo sa Misom, i to što su Nir i Melo prikazani kao da su deo L-a. Džoljon Baraka Tomas je rekao da je manga „teška“ i „mračna,“ i da se to ogleda u crtežu.

## Uticaj
Objavljivanje serije izvan Japana je naišlo na talas „imitacije” kriminala. Prema časopisu Wired, Beležnica smrti je pretvorena u najpopularniji japanski štampani medij i internacionalnu kontraverznu temu koja je roditelje naterala da se zapitaju da li bi trebalo zabraniti svojoj deci čitanje mangi uopšte. Direktor Šusuke Kaneko je na to odgovorio: „Ako bi sprečavanje da gledaju ovaj film učinilo decu boljom, onda zašto im ne zabranimo da gledaju sve loše vesti?”

### Zabrane i pokušaji zabrana
Početkom 2005, nadležni u školi u Šenjangu, glavnom gradu pokrajine Ljaoning, zabranili su Beležnicu smrti. Glavni razlog je bio taj što su učenici izmenjivali sveske da bi ličile na Beležnicu smrti i onda pisali imena poznanika, neprijatelja i nastavnika u sveske. Zabrana je osmišljena da bi sačuvala „fizičko i mentalno zdravlje” učenika od horor materijala koji je „pogrešno navodio nedužnu decu i menjao njihov um i duh”. Džonatan Klement je predložio da su kineski nadležni organi odreagovali delom zbog „sujeverja” ali i protiv ilegalnog, piraterijskog publikovanja Beležnice smrti. Zabrana je proširena na ostale kineske gradove uključujući Peking, Šangaj i Landžou u pokrajni Gansu. Legalno objavljena kineska verzija Beležnice smrti je objavljena u Hong Kongu.
U 2007. godini, obrazovni biro u okrugu Pingtung na Tajvanu je upozorio roditelje da obrate pažnju na „negativne uticaje” mange.
Grad Albukerki u Novom Meksiku u SAD, je u maju 2010. održala sastanak o zabrani Beležnice smrti u školama u njihovom okrugu. Jednoglasno je odbijeno.
U gradu Gig Harbor, Vašington, jedan student srednje škole je izbačen, a tri su suspendovana 14. maja 2008, zbog 50 imena napisanih u „Beležnici”, uključujući predsednika Džordža V. Buša.
Nakon što su izdanja Beležnice smrti nađeno kod petnaestogodišnje devojčice koja se ubila u februaru 2013. u Jekaterinburgu u Rusiji, lokalna grupa roditelja je započela kampanju u aprilu 2013. tražeći od predsednika Vladimira Putina da reguliše celokupne medije zasnovane na seriji, uz komentar da „povećava interesovanje za smrt”. U martu 2014. godine istražitelji su zaključili da manga nije mogla da natera devojčicu da počini samoubistvo.

### Zločini i imitacije
Bilo je raznih „imitacija” zločina širom sveta koji su zasnovani na Beležnici smrti. Dvadeset i osmog septembra 2007. dve sveske ispisane latinskim simbolima Watashi wa Kira dess što je pogrešna romadži transkripcija od „Ja sam Kira” (私はキラです Watashi wa Kira desu), nađene su blizu delimičnih ostataka muškarca u Belgiji. Slučaj je nazvan Mangamoord („Manga ubistvo”) u belgijskim medijima. Tek 2010. četvoro ljudi je uhapšeno zbog povezanosti sa ubistvom.
Učenik završne godine u Frenklin vojnoj akademiji u Ričmondu Virdžinija, suspendovan je 2007. nakon što su ga uhvatili da poseduje kopiju Beležnice smrti sa ispisanim imenima učenika. Direktor škole je napisao pismo roditeljima učenika dajući link za nezvaničnu internet stranicu gde posetioci mogu da upišu ime i okolnosti ljudi za koje hoće da umru.
U Južnoj Karolini u martu 2008. školski zvaničnici su zaplenili Beležnicu smrti od učenika Heartsville srednje škole. Nadležni iz okruga su povezali svesku sa mangom. Sveska je sadržala imena sedam studenata. Škola je planirala disciplinarno saslušanje i kontaktirala roditelje tih sedam učenika. U Gadsdenu, Alabama u aprilu 2008. dvojica dečaka šestog razreda su uhapšeni zbog posedovanja Beležnice smrti sa ispisanim imenima nekoliko zaposlenih u školi i učenika. Prema šerifu okruga Etovah, Leni Hendi, svesku je pronašao jedan od zaposlenih. Učenici, njihovi roditelji i zvaničnici škole su se sastali sa Lenijem i zvaničnikom za davanje uslovne kazne za maloletne delikvente. U luci Takoma u Vašingtonu, jedan srednjoškolac je izbačen, a troje je suspendovano 14. maja 2008. zbog ispisanih 50 imena u njihovu Beležnicu smrti, uključujući i predsednika Džordža V. Buša.
U septembru 2009. prijavljeno je da učenik osnovne škole u Sidneju, Australija, napravio Beležnicu smrti koja je zajedno sa imenima sadržala detaljan „plan borbe” sa mestima gde bi bombe mogle biti postavljene u školi. U decembru 2009, dvoje učenika u osnovnoj školi u Oklahomi su disciplinovani zbog Beležnice smrti sa imenima i opisima smrti dve devojke koje su ih iznervirale. Učenik srednje škole u Mičigenu je suspendovan u martu zbog Beležnice smrti. U Avonvord školskom okrugu u Pensilvaniji je suspendovan srednjoškolac zbog Beležnice smrti sa imenima učenika i kanadskog pop pevača Džastina Bibera. U februaru 2015, učenik petog razreda osnovne škole blizu Pitsburga je suspendovan zbog posedovanja Beležnice smrti i upisivanja imena učenika.

## Spoljašnje veze
- Beležnica smrti zvanični veb-sajt Архивирано на веб-сајту  (2. децембар 2014) (језик: јапански)
- Beležnica smrti Televizijska drama zvanični veb-sajt na NTV (језик: јапански)